# 関根萬司

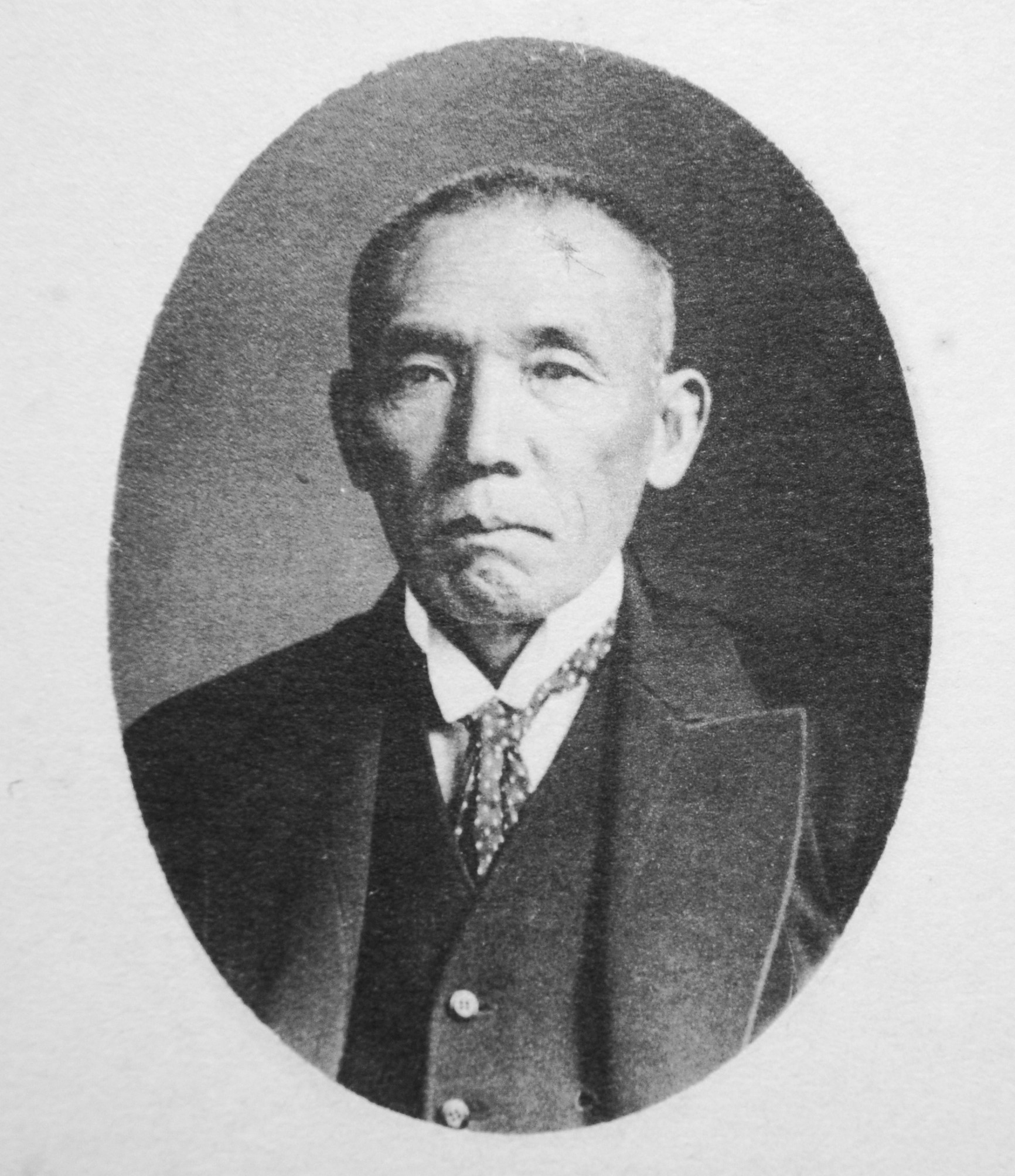
関根萬司

関根 萬司（せきね まんじ 、1863年2月17日（文久2年12月29日） - 1924年（大正13年）4月27日）は、日本の教育者。
【略歴】
文久2年12月29日(1863年2月17日)越後国刈羽郡北条村小島（現:新潟県柏崎市大字小島）の地主、関根藤左ヱ門とメイ(旧姓木村)の4人兄弟の三男として生まれる。
幼少期北条村南条の漢学者藍沢朴斎に師事する。藍沢朴斎は江戸時代後期に漢学塾三余堂を開いた藍沢南城の養子で二代目である。
明治13年(1880年)3月に上京して、三島中洲が設立した漢学塾「二松学舎」で学ぶ。関根萬司が二松学舎に就学中の明治14年(1881年)4月に、夏目漱石(塩原金之助)が二松学舎に入学してきて、萬司と同窓生となる。
明治14年(1881年)9月東京府師範学校(現東京学芸大学)に入学し、明治16年(1883年)6月に卒業した。
明治16年(1883年)9月から明治21年(1888年)7月まで、東京府銀座の泰明小学校に奉職した。関根萬司が奉職した泰明小学校には、明治15年9月から明治19年9月まで島崎藤村が生徒として在学しており、萬司と藤村は教師と生徒の間柄であった。
明治22年(1889年)関根萬司は東京府千代田郡麹町の麹町小学校に奉職する。関根萬司が教師として奉職した麹町小学校には、後年作曲家となる滝廉太郎が生徒として在学していた。
明治23年(1890年)2月から明治26年(1893年)2月迄、教師を続けながら夜学の東京物理学校で数学を学ぶ。
明治31年(1898年)4月から明治36年(1903年)9月まで、宮城県立宮城第四中学校(現:宮城県立角田高等学校)の数学教師として奉職した
明治32年(1899年)8月、文部省主催で東京帝国大学の藤澤利喜太郎教授が講師を務めた「文部省数学科講習」を受講して終了証明書を受ける。
明治36年(1903年)9月から大正8年(1919年)4月まで、旧制新潟県立高田中学校（現・新潟県立高田高等学校）の数学教師を務めた。
明治40年(1907年)4月から明治41年(1908年)まで、新潟県立高田高等女学校(現在の新潟県立高田北城高等学校)に奉職した。
明治42年(1909年）旧制高田中学校の教師をする傍ら、女子の教育拡充を目的に、自宅を改装して私立女子技芸専修学校（現:関根学園高等学校の前身）を設立、初代校長となる。
大正13年(1924年)9月23日逝去　享年63
【女子技芸専修学校創立理念】
「邦家に貢献するに、人材を以てするは萬世の事業にして現代の急務なり、吾人の微忱亦茲(びしんまたここ)に存せり。不肖自ら測らず、明治四二年四月私立女子技芸専修学校を創立し、国恩の萬一に報い奉らんことを期し、すなわち忠孝の大道を基とし実務に長じ勤儉力行奢侈(きんけんりっこうしゃし)を戒め志操堅実温和貞淑の女子を養成せんことを期し一意教育に従事しつつある。」というものだった。(明治42年｟1909年｠高田新聞掲載)

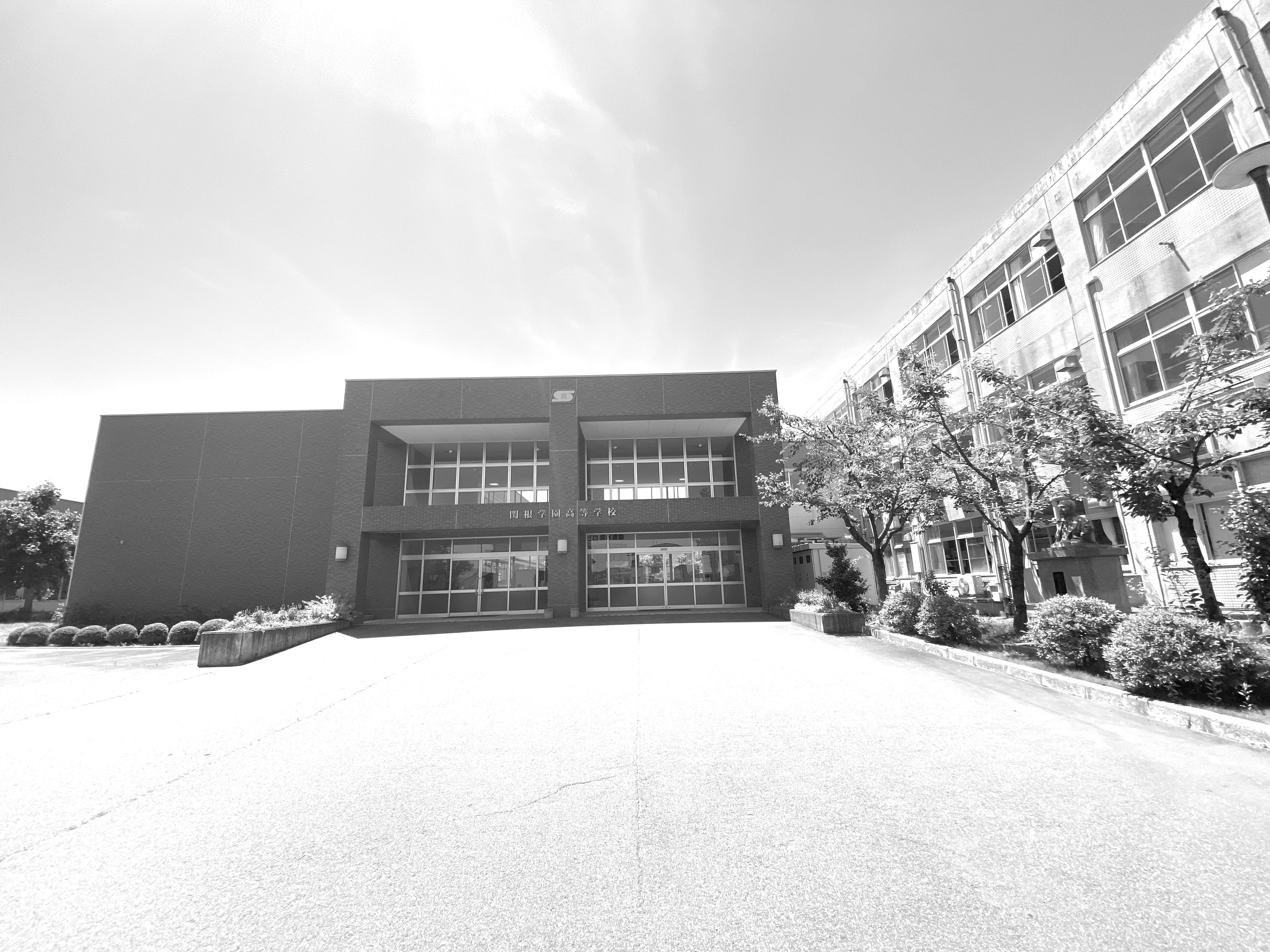
関根学園高等学校(新潟県上越市)

要約すると、国家に貢献する為に大切な、教育というものは永遠で大切な事業である。しかも現在最も急がれる重要な事業である。私の真意はここにあり、未熟者ではあるが、明治四二年四月に私立女子技芸専修学校を創立した。この事業は自分の利益のためでは無い事を宣言すると共に、この事業を通じて、国の恩に対して貢献したいという思い。そして、学校の教育理念は忠義と孝行を理念として、仕事に励み、慎ましやかで贅沢を嫌い、しっかりとした価値観を持ち、優しく品性があり、穏やかで清く正しい女子の育成に意を注ぎたい」というものであった。
【関根萬司は夏目漱石の小説「坊っちゃん」のモデル説について】
関根萬司の研究者である勝山一義(新潟県内の教員・校長を歴任)は、関根萬司が夏目漱石の小説「坊っちゃん」のモデルの一人であるという説を唱えた。
(勝山一義氏による関根萬司の「坊っちゃん」のモデル説)
●関根萬司と夏目漱石は、明治14年4月から明治14年8月の共通した期間に二松学舎(現在の二松学舎大学)で皇漢学を学んだ。
●夏目漱石が東京帝国大学文科大学選科英文科講師時代の学生に新潟出身の堀川三四郎という人物がいる。堀川三四郎は夏目漱石全集の中でも親交が確認されている人物である。その堀川三四郎は宮城県の旧制角田中学校に奉職したことがあった。堀川が赴任する以前に、郷里の新潟の先輩「関根萬司」がこの学校に奉職していた。関根萬司奉職時に起きた学内騒動の逸話を堀川は同僚の先生から聞き、その話を漱石に紹介したものが「坊っちゃん」執筆のヒントの一部になったものと推定している。
●関根萬司は東京物理学校で学んでいるが、小説「坊っちゃん」の主人公の「おれ」も東京物理学校で学んだ人物設定になっている。
●小説「坊っちゃん」の中で、････四国の学校に赴任する坊っちゃんが、ばあやの清に向かって『「何かみやげに買って来てやろう、何がほしい」と聞いたら「越後の笹飴が食べたい」と言った。越後の笹飴なんて聞いたこともない。第一俺が行く方角と違う。「おれの行く田舎には笹飴はなさそうだ。」と言って聞かしたら「そんなら、どっちの見当です」と聞き返してきた。…』というように、小説「坊っちゃん」の文中に唐突に笹飴が登場する。笹飴は新潟県高田の銘菓であり、小説「坊っちゃん」を執筆する頃、新潟出身の関根萬司は旧制高田中学(新潟県)で奉職していた。四国に赴任する「坊っちゃん」に、新潟の銘菓を依頼する「清」の言動は不自然であり、モデルは新潟に関係ある人物であることを示唆していると推理した。一方で、笹飴を夏目漱石に紹介した人物は、漱石の主治医で漱石と親交があった長与胃腸病院の森成麟造医師が新潟県高田の出身で、漱石に笹飴を土産として渡していることが分かっている。この土産の笹飴が「坊っちゃん」の小説に取り上げられた素地になったとする説もある。しかし、森成麟造と夏目漱石が会うのは、坊っちゃんの小説が発刊されてから六年後の事であり、森成麟造が送った笹飴を小説の素材にすることは不可能であることが分かっている。
●勝山一義氏は関根萬司の旧制高田中学校の教師時代のニックネームが「ポンチャ」であったことを発見しており、「ポンチャ」と「坊っちゃん」の言い回しに近いこともモデルの一人であることを示唆している。
【関根萬司関連書籍】
・小説『坊っちゃん』のモデル　関根萬司　　勝山一義　たかだ越書林
・小説『坊っちゃん』誕生秘話　勝山一義　文芸社
・続小説『坊っちゃん』誕生秘話　勝山一義　たかだ越書林　
・続々小説『坊っちゃん』誕生秘話　勝山一義　たかだ越書林
・小説『坊っちゃん』のモデルと言われた男･･･関根萬司評伝　関根則男　新潟日報メディアネット　2023年11月1日
・関根学園百年史　関根学園高等学校　2009年11月1日
・高田市史　第１巻(1958年5月25日)　高田市史編纂委員会　信濃教育会出版部
・高田市史　第３巻(1980年6月20日)　高田市史編纂委員会　ヨシダ印刷(株)
・新潟県立高田中学校　創立十五周年記念帖　大正12年5月16日　新潟県立高田中学校(※旧制)　東京図案印刷(株)　
・高田高等学校百年史　1973年10月15　高田高等学校百年史刊行委員会　東京法令出版
・角田高等学校八十年史　1983年３月１日　宮城県角田高等学校　㈱今野印刷　　